# Blennosperma
Blennosperma é um género botânico pertencente à família Asteraceae.

## Espécies
- Blennosperma bakeri
- Blennosperma nanum
- Blennosperma chilense